# Can Llorencic
Can Llorencic és una botiga de la Cellera de Ter (Selva) inclosa a l'Inventari del Patrimoni Arquitectònic de Catalunya.

## Descripció
Es tracta d'un immoble de tres plantes i golfes, situat entre mitgeres i cobert amb una teulada a dues aigües de vessants a façana i amb un ràfec format per tres fileres de rajola. La composició del ràfec és la següent: primer una filera de rajola plana, llavors una filera de rajola acabada en punta de diamant, complementada per una altra filera de rajola plana.
Aquest habitatge està ubicat al costat dret de la Plaça de la Vila.
En l'actualitat, la planta baixa és una botiga d'electrodomèstics.
El primer i segon pis han estat resolts amb el mateix plantejament formal, és a dir: quatre obertures rectangulars per pis, amb llinda monolítica i muntants de pedra. Cadascuna està equipada amb la seva respectiva barana de ferro forjat, amb els cantons rodons i el basament motllurat. L'única diferència apreciable és la mida, basada en un ordre decreixent, ja que les del primer pis són més grans que les del segon.
El tercer pis fa les tasques de golfes, i es projecta en la façana en cinc obertures, quatre de les quals estan tapiades. Aquestes cinc obertures estan repartides de la següent manera: en els laterals trobem dues de quadrades amb llinda monolítica i muntants de pedra. I en el sector central en trobem per una banda, dues d'arc de mig punt que es tradueix en un badiu. Mentre que per l'altra, una de quadrada.
Excepte la planta baixa, la resta del parament mural de la façana l'ocupa o l'acapara un arrebossat de caràcter granulat.